# Sidžo
Sidžo je tradiční forma korejské poezie.
Význam slova sidžo není příliš jasný a znamená báseň ročních dob nebo soudobou báseň. Název sidžo se poprvé objevil v roce 1727 v antologii korejské poezie Věčná slova země zelených hor, kterou sestavil básník Kim Čchon-thäk. Sidžo představovalo jednu z hlavních básnických forem zejména v období 14.–17. století. Těmto básním pravděpodobně předcházely básně psané čínsky, které byly do korejštiny přebásněny. V korejštině je sidžo zaznamenáno ve třech dlouhých verších, shora dolů a zprava doleva. Díky odlišnému písmu se do češtiny převádí jako šestiverší.
České překlady Oldřicha Vyhlídala a Nam Gi Doka patřily k prvním rozsáhlejším překladům této tradiční literární formy do evropského jazyka.

## Ukázka

### Původní tvorba
neznámý autor

Vypil jsem… ach, nevím kolik vína,

šel a usnul někde na horách.

Kdo by mne tu mohl vzbudit… ách,

duchnou nebe, shlavcem je mi hlína.

Vichr přihnal drobný déšť - a sen,

byl-li tu, je ten-tam-ten-tam-ten…

Přeložil Oldřich Vyhlídal za jazykové spolupráce Nam Di Goka

### Inspirace v české literatuře
Michal Jareš

Sidžo XXXIX

Podzim podepsal listí

Pár stránek si vzal s sebou

Rybník už břehy zebou

že ledem si je jistí

slabším než papír Nezřetelný pád

ryb klesajících spát

- Michal Jareš: Prospal jsi hedvábí, in Tvar 1999/8. Příloha Edice TVARy, sv. 8, 1999. 32 s.

## České výbory
- Vladimír Pucek - Petr Borkovec: Jasná luna v prázdných horách, Paseka, Praha 2001, ISBN 80-7185-408-5
- Oldřich Vyhlídal - Nam Gi Dok: Chrysantémy, SNKLHU, Praha 1958